# Liste der Nummer-eins-Hits in den Hot 100 Airplay (1992)
Diese Liste enthält alle Nummer-eins-Hits in den Hot 100 Airplay Charts im Jahr 1992. Es handelt sich hierbei um die Charts mit den von den Radiostationen in den USA am häufigsten gespielten Musiktiteln, die vom US-amerikanischen Magazin Billboard veröffentlicht wurden. In diesem Jahr gab es elf Spitzenreiter.
| Singles |
| --- |
| - Michael Jackson – Black or White - 4 Wochen (7. Dezember 1991 – 3. Januar 1992) - Color Me Badd – All 4 Love - 4 Wochen (4. Januar – 31. Januar) - Shanice – I Love Your Smile - 5 Wochen (1. Februar – 6. März) - Michael Jackson – Remember the Time - 2 Wochen (7. März – 20. März) - Vanessa Williams – Save the Best for Last - 8 Wochen (21. März – 15. Mai) - En Vogue – My Lovin’ (You’re Never Gonna Get It) - 4 Wochen (16. Mai – 12. Juni) - Mariah Carey – I’ll Be There - 8 Wochen (13. Juni – 7. August) - TLC – Baby-Baby-Baby - 2 Wochen (8. August – 21. August) - Boyz II Men – End of the Road - 13 Wochen (22. August – 20. November) - P. M. Dawn – I’d Die Without You - 2 Wochen (21. November – 4. Dezember) - Whitney Houston – I Will Always Love You - 11 Wochen (5. Dezember 1992 – 19. Februar 1993) |